# 海军中将
海军中将（英語：Vice admiral）是一个海军军阶，仅次于海军上将。在大多数国家，海军中将属于三星级将（参见北约军阶标准）。但在中華民國、俄罗斯、中华人民共和国、墨西哥、古巴、伊朗、朝鮮、阿塞拜疆和孟加拉国，海军中将属于二星级將。在土耳其，海军中将肩章上则有四星级將。

## 军衔标志图例

### 使用三星中將國家

美国海军中将将星和肩章
法国海军中将肩章

### 使用二星中將國家

中華民國海軍中將肩章
中華民國海軍陸戰隊中將肩章
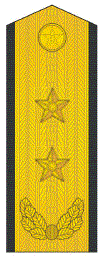
中华人民共和国海军中將肩章